# سفارة المملكة المتحدة في أرمينيا
سفارة المملكة المتحدة في أرمينيا هي أرفع تمثيل دبلوماسي لدولة المملكة المتحدة لدى أرمينيا. تقع السفارة في يريفان وهي تهدف لتعزيز المصالح البريطانية في أرمينيا.

## وصلات خارجية
- قائمة سفارات المملكة المتحدة
- قائمة السفارات في أرمينيا